# Cloraracniofití
Chlorarachniophyta són un petit grup d'algues que es troben en oceans tropicals. Són típicament mixotròfics, que mengen bacteris i petits protistes i també fan la fotosíntesi. Normalment tenen forma ameboide amb extensions citoplasmàtiques embrancades que capturen les preses i connecten les seves cèl·lules formant una xarxa. També formen zoòspores flagelades.
Presumiblement van adquirir evolutivament els cloroplasts per la ingestió d'algues verdes.
Els chlorarachniophyta només inclouen cinc gèneres. Els estudis genètics els situen entre els Cercozoa, un grup de protozoa ameboides.